# Elvis Scoria
Elvis Scoria (Pula, 5. srpnja 1971.), bivši je hrvatski nogometaš i sadašnji nogometni trener.

## Igračka karijera

### Klupska karijera
Igrao za hrvatske klubove HNK Rijeka, NK Croatia (Zagreb), NK Istra (Pula) i NK Zagreb te španjolski klub Lleida.

## Trenerska karijera
Trenersku karijeru je započeo u Puli u klubu Uljanik (sadašnja NK Istra 1961). Sezone 2002./2003., je s Uljanikom, tada drugoligašem stigao do završnice kupa, što je još uvijek najveći klupski uspjeh. Sezone 2004./2005., uspio je s Rijekom otići stepenicu više te osvojiti kup pobjedom protiv splitskoga Hajduka u završnici. HNK Rijeka je te sezone pod Scorijinim vodstvom igrala odličan nogomet, te se je borila i za naslov prvaka države. Scoria je postao miljenik riječkih navijača, koji su mu skandirali i poslije kada je bio trener drugih klubova. Sezone 2006./2007. opet je, ovaj puta s Slaven Belupom, igrao u završnici kupa. Iste je sezone u tom klubu ostvario 5. mjesto u hrvatskom prvenstvu. U sezoni 2007./2008. vraća se u Istru 1961, te nakon sezone i pol uspijeva klub uvesti u Prvu ligu. Zbog niza nelakotnih okolnosti i loših rezultata u Prvoj HNL, Elvis 2. studenoga 2009. godine sporazumno raskida ugovor s NK Istrom 1961. Da se očekuje neka nova suradnja s Elvisom u budućnosti potvrđuje i komentar izvršnog dopredsjednika NK Istre 1961 Ivana Heraka nakon sporazumnog raskida ugovora: "Sve je ispalo više nego korektno, i s naše i s njegove strane. U prvom planu bili su interesi kluba i upravo će zbog toga, koliko god to danas zvučalo nestvarno, vrata našeg kluba Elvisu Scoriji, kada je u pitanju buduća suradnja, uvijek biti otvorena." Elvis Scoria sada ponovno trenira Rijeku. Zbog neslaganja s upravom, pred početak sezone 2011./2012., Scoria sporazumno raskida ugovor. Na novi angažman ne čeka dugo, u kolovozu 2011. godine potpisuje dvogodišnji ugovor s grčkim prvoligašem FC Kavala. Međutim, tri dana prije početka prvenstva Kavalu zbog namještanja utakmica grčki nogometni savez izbacuje u četvrtu ligu iako je već bila kažnjena s minus osam bodova u prvoj ligi, te Scoria napušta klub.
Elvis Scoria preuzeo je 2. svibnja 2012. godine trenersku palicu u Rijeci, koja je u trenutku preuzimanja bila u lošoj situaciji i prijetilo joj je ispadanje iz prve lige.
U veljači 2014. godine preuzeo je koprivnički Slaven Belupo.
30. listopada 2014. godine smijenjen je s mjesta trenera Slaven Belupa, nakon ispadanja iz Kupa od NK Vinogradara.
U veljači 2017. je Scoria trebao preuzeti klupu RNK Splita, međutim bivši trener Slavena Belupa izjavio je kako nije bio spreman.

## Priznanja

### Trener
HNK Rijeka
- Hrvatski nogometni kup (1): 2004./2005.

## Obiteljska tradicija
Njegov otac Sergio Scoria također je trener, te je u više navrata bio na klupi NK Istre, a trenutačno radi kao skaut za omladinsku školu Istre 1961.